# Dick Kleisen
Mertin Dick Kleisen (Apeldoorn, 14 juni 1920 – aldaar, 4 oktober 1986) was een Nederlandse marechaussee en verzetsstrijder tijdens de Tweede Wereldoorlog. Vanaf eind april 1944 tot de naderende bevrijding medio april 1945 leidde hij als plaatsvervangend commandant naast collega-marechaussee Gijs van Haaften de verzetsgroep KP-Aalten.

## Afkomst en opleiding
Kleisen groeide op in een streng gereformeerd gezin. Zijn vader verdiende de kost als kleermaker. Na de lagere school volgde hij de 3-jarige mulo in Apeldoorn.
Dick was de jongere broer van Gerrit Kleisen, die als verzetsstrijder op 20 april 1944 na verraad tijdens een wapenexpeditie van de KP-Aalten in Doesburg door de SD werd gearresteerd en op 6 juni 1944 in de duinen bij Overveen is gefusilleerd.
De executie van zijn drie jaar oudere broer op zijn 24ste bleef zijn leven lang voor hem een trauma en vormde zijn belangrijkste motief om zelf actief in het verzet te gaan.

## Arrestatie, Kamp Vught en buitencommando Arnhem
Op 6 november 1943 worden Kleisen en Van Haaften aan de Heiweg in Nijmegen door de SD gearresteerd wegens verspreiding van het illegale blad “Trouw”. Vanuit het Arnhemse Huis van Bewaring worden zij gevangen gezet in Kamp Vught. Van Haaften en Kleisen ervaren het strenge bewakingsregime in het Kamp Vught als beklemmend. Als het Duitse commando op 12 januari 1944 bekend maakt dat vrijwilligers zich kunnen aanmelden voor overplaatsing naar het nieuw opgerichte buitencommando Arnhem, reageren zij onmiddellijk positief. Het werkkamp bij Arnhem is minder zwaar beveiligd en ligt niet ver van Apeldoorn, de woonplaats van Kleisens familie.
Op 16 april slagen Gijs, Dick en een medevluchter er in het werkkamp te ontvluchten. Met hulp van de familie Kleisen vinden zij een onderduikadres in de buurtschap Lintelo, gemeente Aalten.
Vier dagen later lopen vier leden van de KP-Aalten als gevolg van verraad door intrigant Willy Markus tijdens een wapenexpeditie in Doesburg in de val, waarbij commandant Kees Ruizendaal wordt gedood en Kleisens broer Gerrit wordt gearresteerd en geïnterneerd in Kamp Vught.
Verzetsleider, Ome Jan Wikkerink doet vervolgens met succes een beroep op de “vers” in Aalten ondergedoken marechaussees Gijs van Haaften en Dick Kleisen om de opengevallen leiding op zich te nemen.
De verzetsactiviteiten van de KP-Aalten spitsen zich in het laatste oorlogsjaar toe tot de voorbereiding en afhandeling van geallieerde wapendroppings ten behoeve van het ondergrondse verzet en de opvang van neergeschoten geallieerde piloten.

## Naoorlogse carrière
Anders dan Van Haaften, die meteen terugkeert naar zijn jonge gezin in Nijmegen, blijft Kleisen evenals veel andere verzetsstrijders langer militair actief om de Canadese bevrijders van Oost-Nederland bij te staan.
Kleisen wordt aanvankelijk als leidinggevend verzetsstrijder direct na de bevrijding aangesteld als pelotonscommandant van het Dutch National Battalion (DNB) in de rang van luitenant.
Medio 1945 wordt het DNB opgeheven en opgenomen in het I II BRD 8e Regiment Infanterie van de Koninklijke Landmacht. Massieve weerstand en weigering van de regulier opgeleide officieren om de officiersrang van ex-verzetsstrijders te erkennen monden uit in Kleisens degradatie tot korporaal. Reden voor Kleisen op 9 mei 1946 de dienst gefrustreerd te verlaten.
Vervolgens leiden zijn oorlogservaringen plus teleurstellingen in de werksfeer herhaaldelijk tot contactuele strubbelingen met superieuren en kortstondige werkverbanden.
Zo wordt hij medio 1957 aangesteld als adjunct-secretaris van de Christelijke Middenstandsbond met de speciale opdracht de interactie met de leden. Dat gaat hem goed af, maar zoals vaker ontstaan er spanningen met het management. Hem wordt verweten dat hij te rechtvaardig is. Zonder enig bewijs beschuldigt men hem van misbruik van de dienstauto van de bond. Men probeert hem weg te pesten. Kleisen stort in.
Een uitgebreid psychologisch onderzoek toont vervolgens aan dat hij na alle ingrijpende oorlogservaringen lijdt aan een posttraumatische stressstoornis (PTSS). De diagnose lijdt ertoe dat Kleisen voor 100% arbeidsongeschikt wordt verklaard en een invaliditeitspensioen krijgt toegekend.

## Privé
Kleisen trouwt op 31 juli 1948 vanuit het ouderlijk huis in Apeldoorn met vriendin Nel Oranjeboom. Daar komt zijn vriend Rent Kuiper, die zijn verloofde door oorlogsgeweld verloor, regelmatig over de vloer. Reiny de Ruiter, de weduwe van zijn gefusilleerde broer en haar zoontje wonen er ook. Rent en Reiny delen hun rouw en verdriet. Zij verloven zich en besluiten tegelijk met Dick en Nel te trouwen.
Op 21 augustus 1947 bevalt Nelly van hun eerstgeboren kind Johanna. Het meisje is ernstig ziek en overlijdt op 9 september 1947, een beladen datum: de geboortedag van zijn gefusilleerde broer.
In de jaren '50 krijgen Dick en Nelly nog twee zonen, die zij allebei vernoemen naar hun oom Gerrit Wiechert.
Op 2 oktober 1984 overlijdt Kleisens vrouw Nelly op 62-jarige leeftijd. Twee jaar later, op 4 oktober 1986 overlijdt Dick Kleisen zelf. Aan zijn sterfbed is zijn trouwe vriend en verzetskameraad Gijs van Haaften aanwezig.

## Onderscheidingen
- Mobilisatie-Oorlogskruis, Min. van Defensie, juli 1951
- Kleisen krijgt op 22 februari 1982 door burgemeester Beelaerts van Blokland van de gemeente Apeldoorn het Verzetsherdenkingskruis uitgereikt..